# Crazy Frog

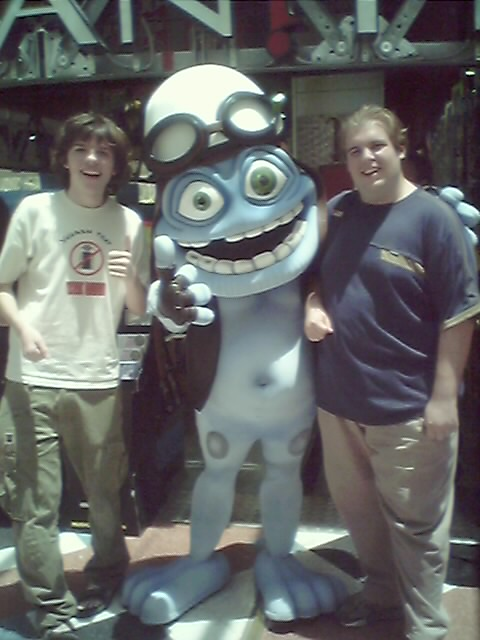
Crazy Frog az ausztrál turnén 2005-ben

Crazy Frog (jelentése: "Őrült béka"), eredetileg The Annoying Thing (jelentése: "Idegesítő dolog") egy számítógéppel animált karakter neve. Crazy Frogot Erik Wernquist svéd színész találta ki. Leginkább a Jamba! cég "reklámarcaként" ismert, illetve népszerű eurodance dalok feldolgozásáról.
Egy bizonyos Daniel Malmedahl utánozta egy kétütemű Trabant motorjának hangját; eredetileg arra találták ki Crazy Frog karakterét, hogy ezt a motorhangot kísérje.
Az Axel F című dal feldolgozásával lett világszerte ismert, illetve a Popcorn című dal feldolgozása is ismertté tette.
2020. április 22-én megszületett Crazy Frog Twitter-fiókja, Facebook-profilja és YouTube-csatornája is. Ugyanezen a napon egy új albumot is bejelentettek.
Crazy Frog 2003-ban született meg, amikor Erik Wernquist elkészítette a saját karakterét, hogy kísérje a fentebb említett motorhangot. A karaktert "The Annoying Thing"-nek nevezte el. A figura a LightWave 3D programmal készült el. 2003. október 7-én feltette a weboldalára, és a CGTalk fórumra is.
Maga Wernquist kijelentette, hogy nem rajong a Crazy Frog elnevezésért, mivel "a karakter nem egy béka és nem is feltétlenül bolondos."
2005-ben az Egyesült Királyságban többször is leadták a Crazy Frog reklámot: a lakosság 87 százaléka 26 alkalommal látta, a reklámok 15%-a ugyanabban a reklámblokkban jelent meg, 66% pedig külön reklámblokkban. Emiatt a lakosság nagy része valóban idegesítőnek találta a karaktert.
Két videojáték is megjelent a Crazy Frog alapján: a Crazy Frog Racer 2005 decemberében jelent meg, egy évvel később a folytatás is megjelent, Crazy Frog Racer 2 címmel. A kritikák negatívan fogadták a játékokat.
Az Egyesült Királyságban több ajándéktárgy is készült a figurából.

## Diszkográfia
- Crazy Hits (2005)
- More Crazy Hits (2006)
- Everybody Dance Now (2009)